# Macromitrium frondosum
Macromitrium frondosum là một loài rêu trong họ Orthotrichaceae. Loài này được Mitt. mô tả khoa học đầu tiên năm 1869.